# Fousseni Diawara
Fousseni Diawara (Parigi, 28 agosto 1980) è un ex calciatore francese naturalizzato maliano, di ruolo difensore.

## Carriera

### Club
Durante la sua carriera, conclusasi nel 2015, ha giocato principalmente con il Saint-Étienne, con cui conta 117 presenze e 3 reti.

### Nazionale
Conta 45 presenze con la nazionale maliana.